# Барч (футбольний клуб)
«Барч» (угор. Barcsi Előre Sportklub) — професіональний угорський футбольний клуб з однойменного міста. Зараз команда виступає в Немзеті Байнокзаг II. Клубні кольори — червоний та чорний.

## Історія
Клуб було засновано в 1910 році. Основна команда клубу виступала, переважно, або в третьому дивізіоні національного чемпіонату, або в чемпіонаті медьє. Лише на початку цього тисячоліття «Барч» вийшов до другого дивізіону угорського чемпіонату. Свого найбільшого успіху команда досягла у сезоні 2006/07 років, коли змогла фінішувати в другому дивізіоні на високому 4-му місці, відставши лише на 3 очки від переможця чемпіонату.

## Стадіон
Домашні матчі «Барч» проводить на стадіоні «БСК-паля», який розташований на північ від центру міста й займає площу 3 га. Розміри поля — 110 м х 65 м.

## Відомі гравці
- Денеш Дібус
- Неманья Николич
- Александар Брджанин